# Вітторіано

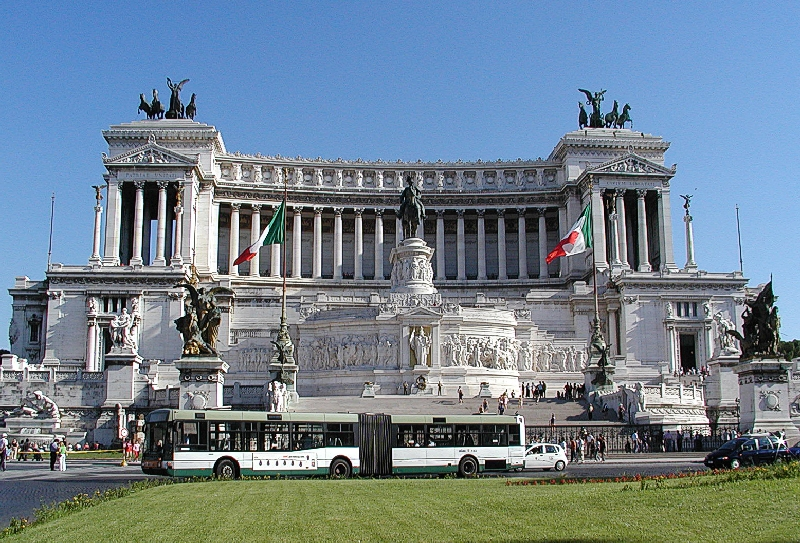
Вітторіано

Вітторіано (італ. Il Vittoriano) — монумент на честь першого короля об'єднаної Італії Віктора Еммануїла II. Розташований на Венеційській площі в Римі, на схилі Капітолійського пагорба.

## Історія
Проєкт розроблений Джузеппе Сакконі в ампірному стилі давньоримської архітектури. Будівництво тривало з 1885 по 1911.
Частиною монумента є дванадцятиметрова бронзова статуя короля на коні. Під нею розташована могила Невідомого солдата, так званий «Вівтар Батьківщини». У Вітторіано розміщені два музеї: Рісорджіменто (Відродження) і прапорів військового флоту.

## Критика
Монумент характеризується надмірною еклектикою і нагромадженням різноманітних деталей, характерних для давньоримських споруд (колони, барельєфи, статуї та ін.) На думку багатьох, пам'ятник виділяється серед інших римських будівель, тому серед римлян поширені різні поблажливо-зневажливі найменування даного монумента: «Друкарська машинка» (італ. Macchina da Scrivere), «Весільний торт» (італ. La torta), «Вставна щелепа» та інші.

## Галерея

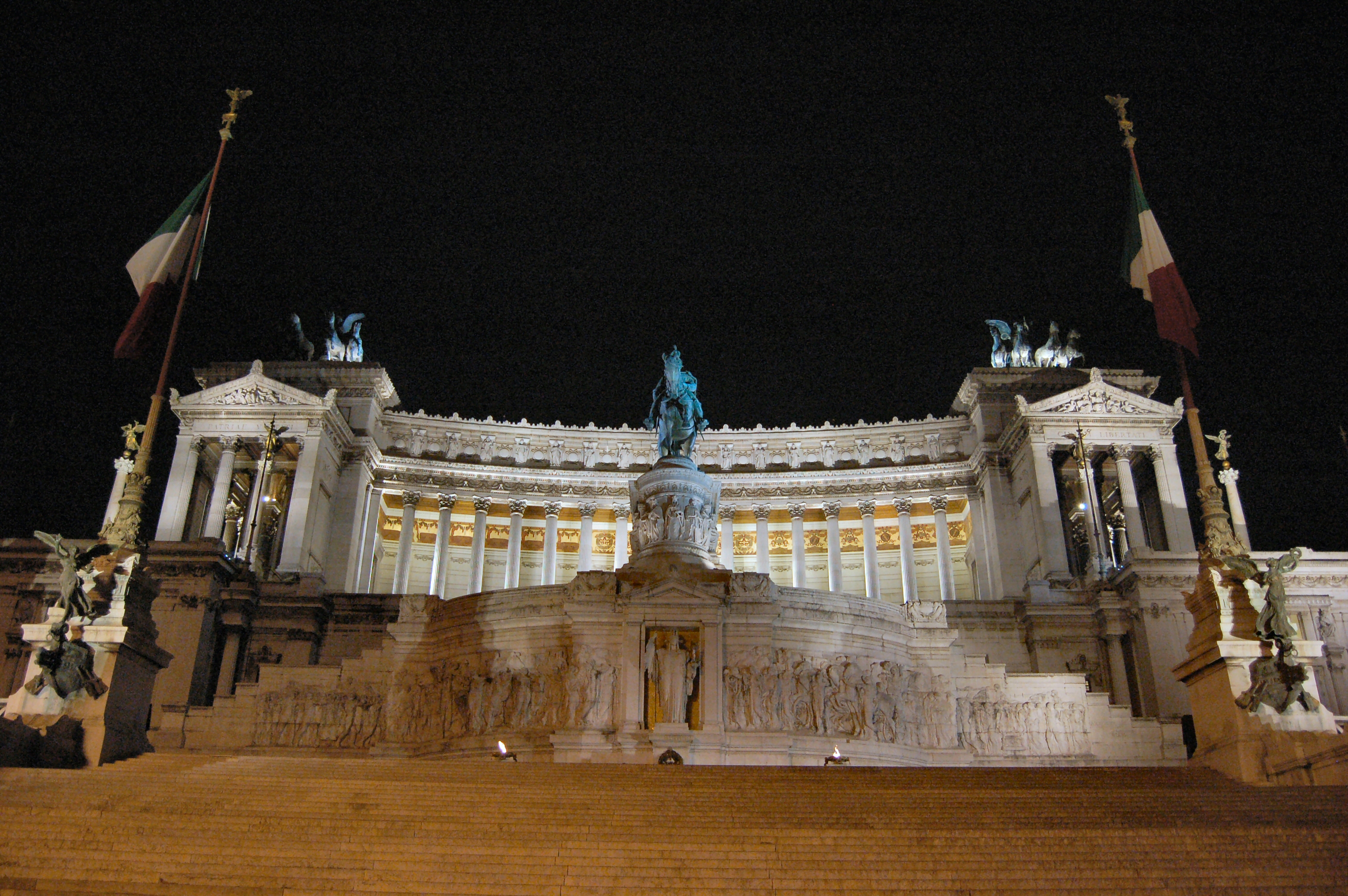
Витторіано вночі
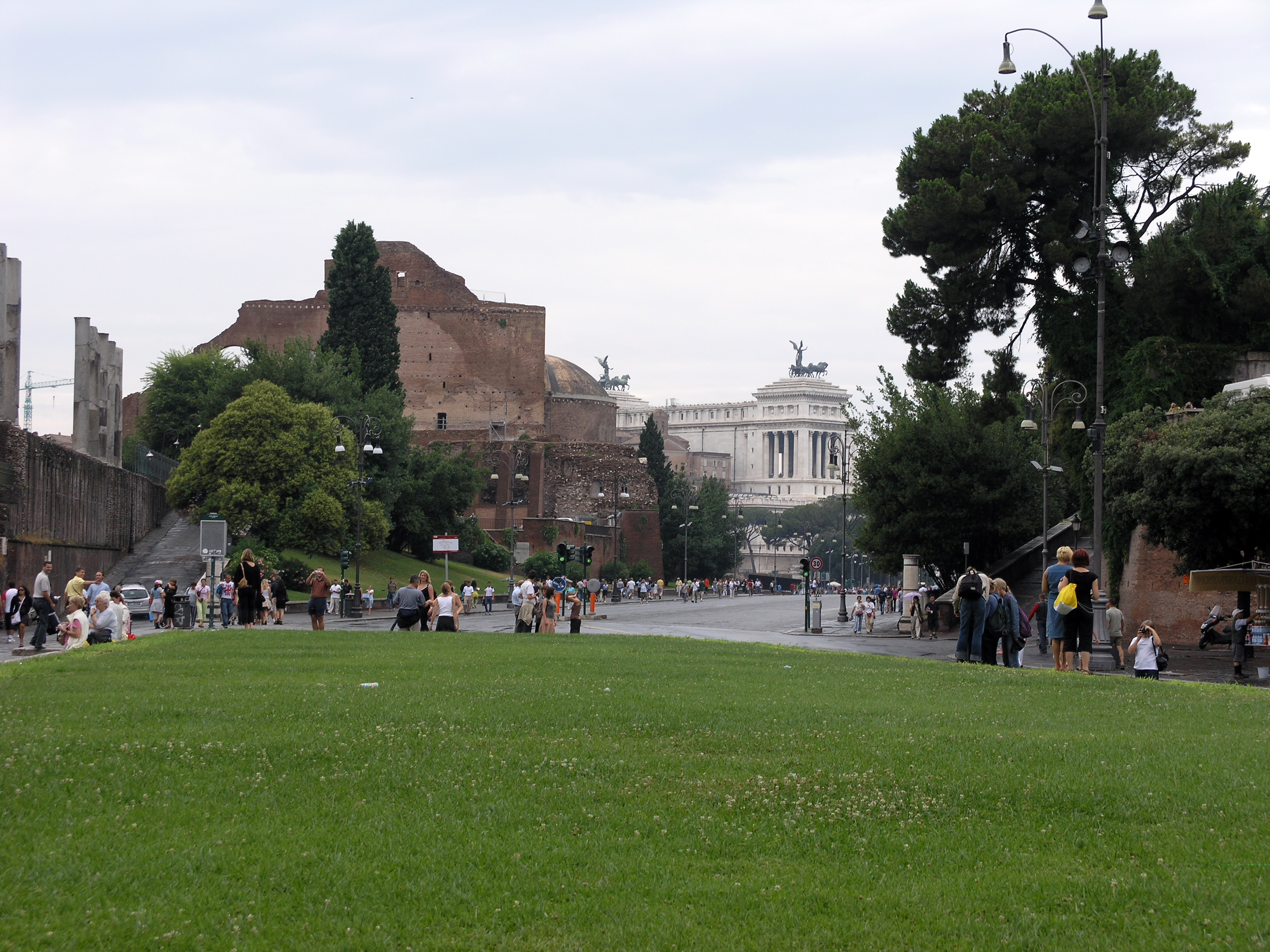
Вид від Колізею
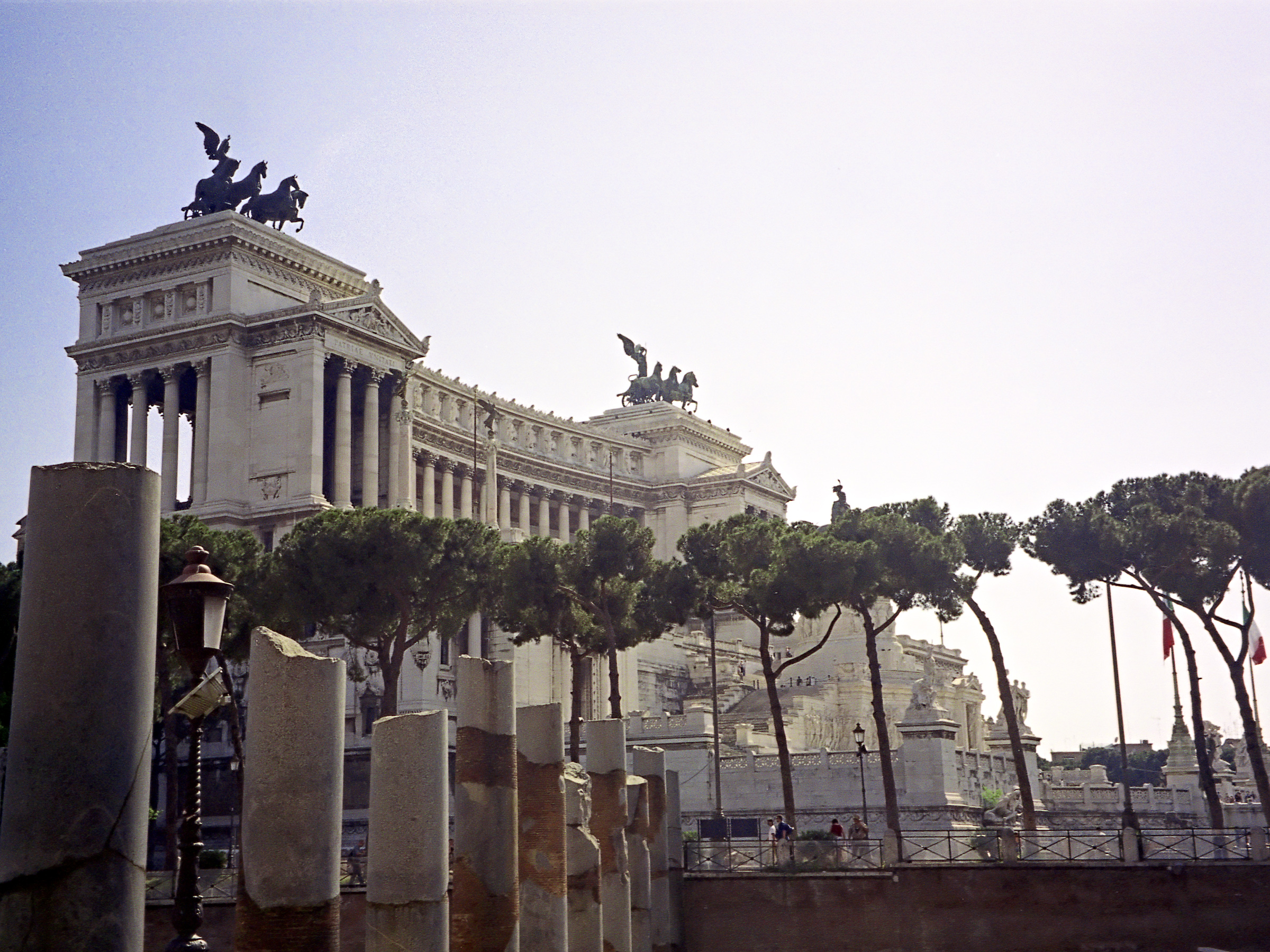
Вид зі сторони колони Траяна
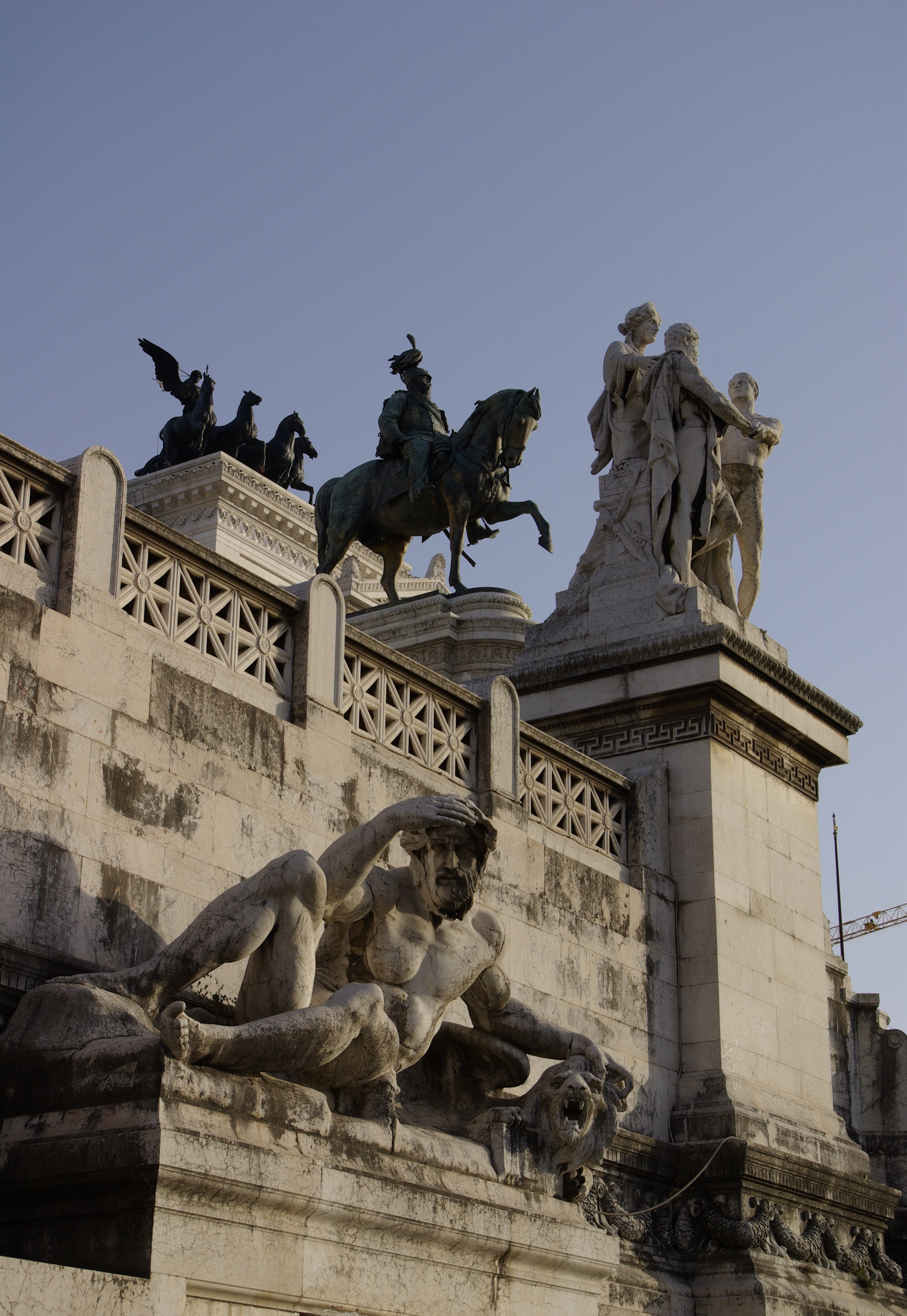
Статуї
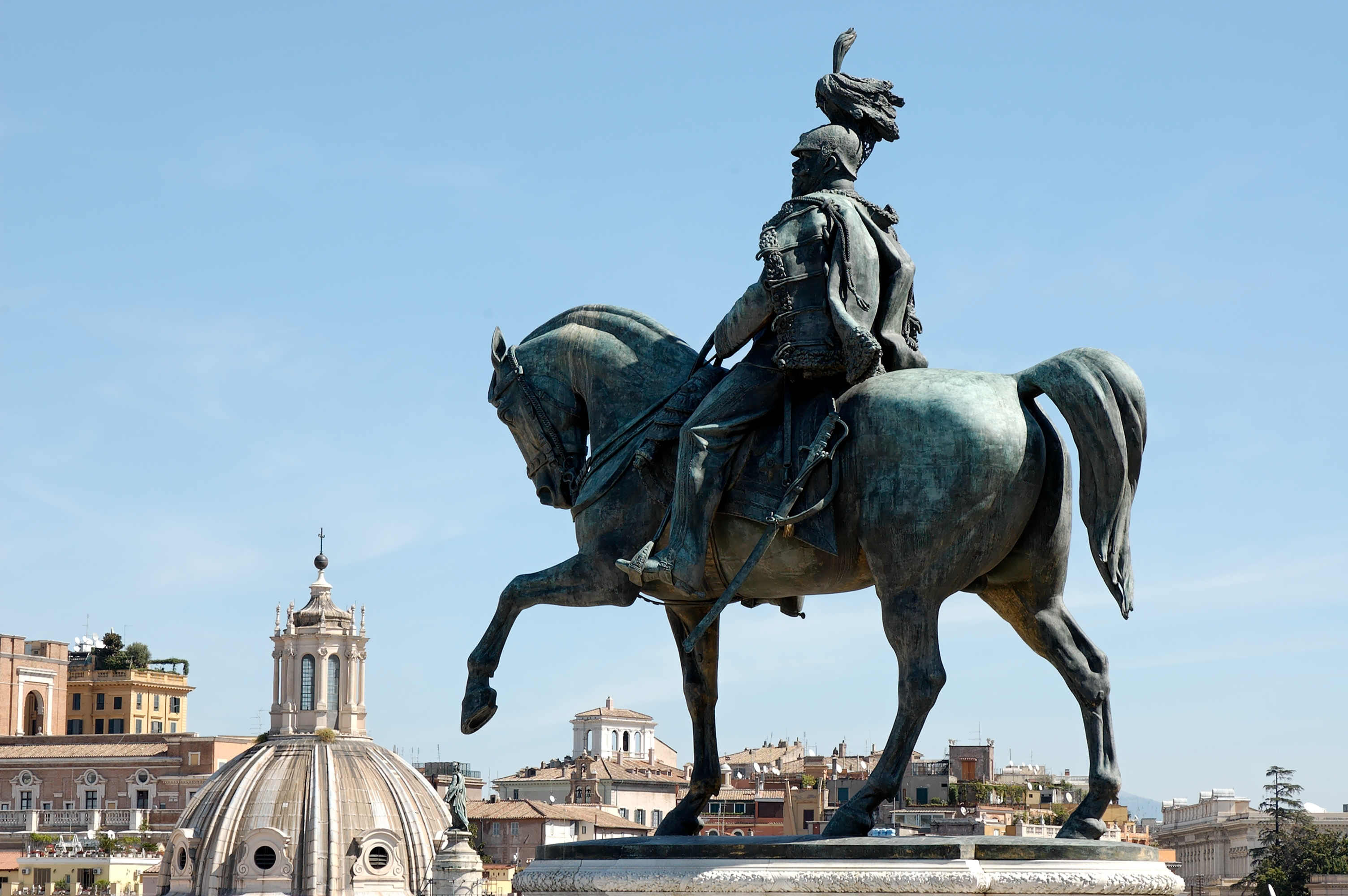
Кінна статуя Віктора Еммануїла II
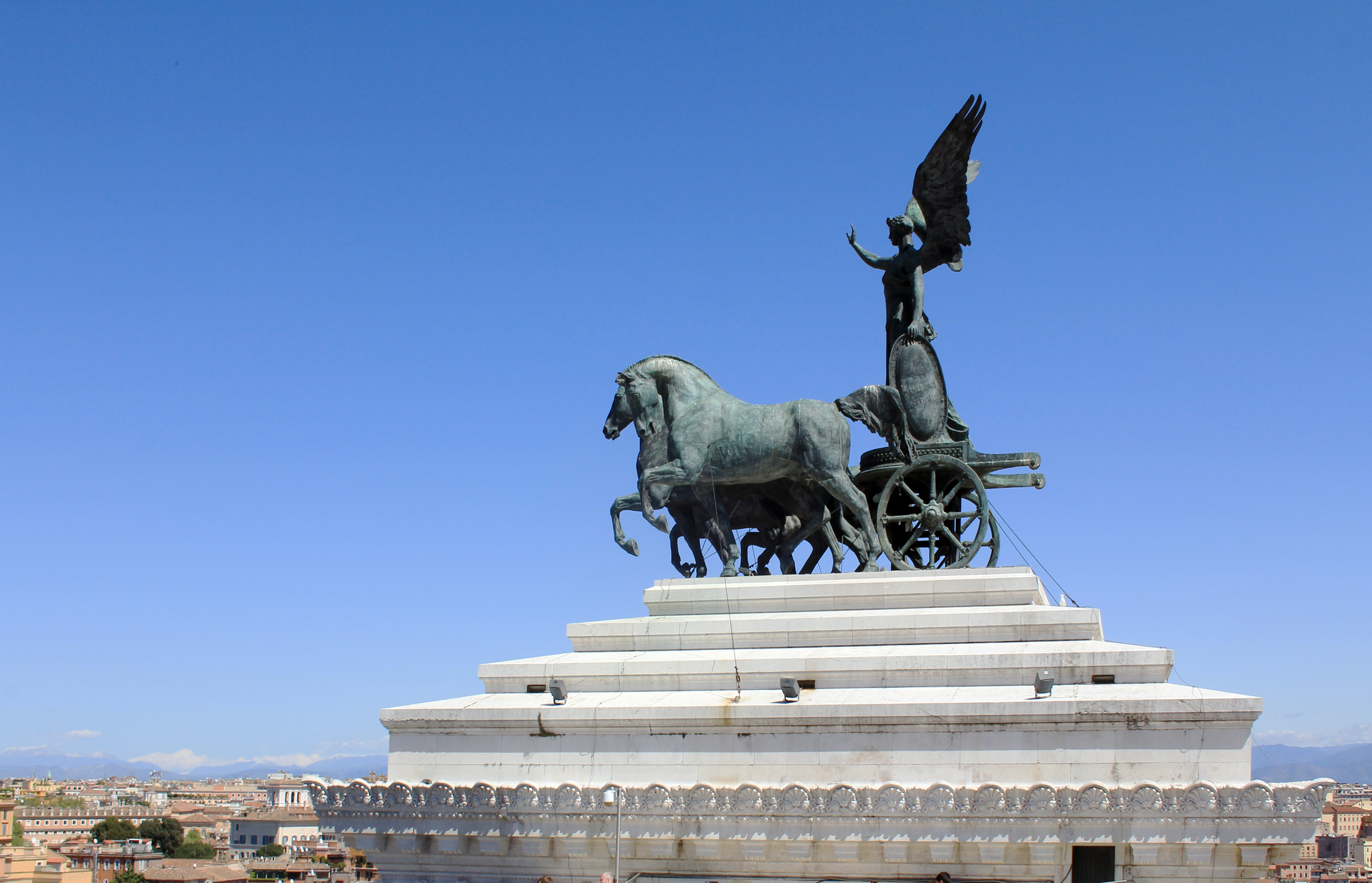
Квадрига
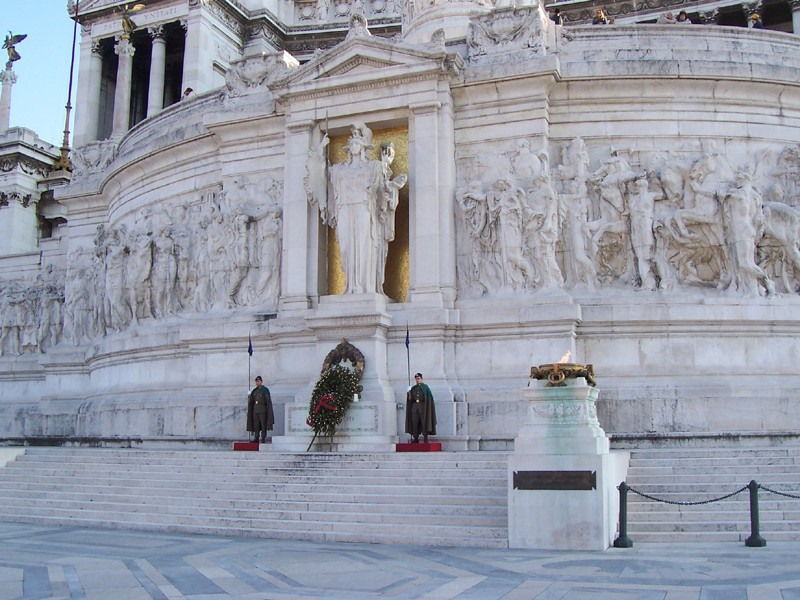
Могила Невідомого солдата
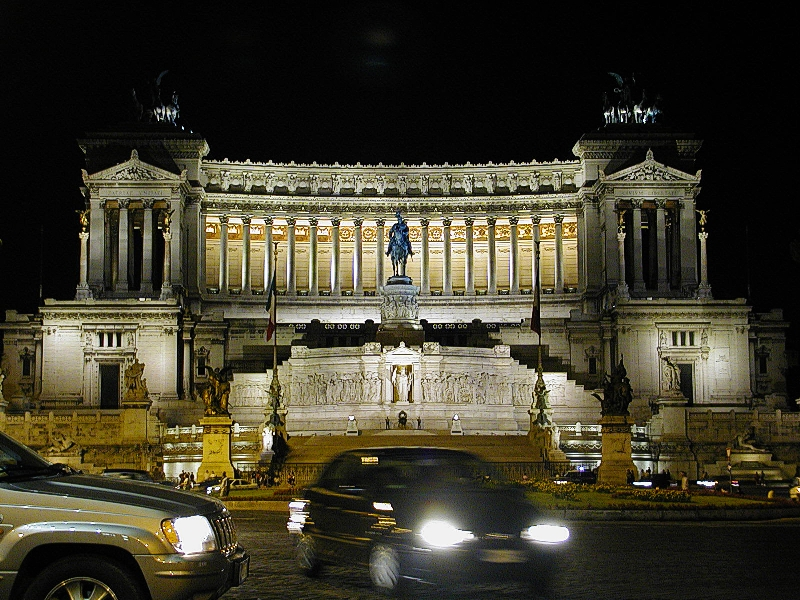
Нічний вид памятника Віктору Еммануїлу II